# Marshallov načrt
Marshallov načrt, uradno Program za obnovo Evrope oziroma European Recovery Program, krajše ERP, je bil ameriški načrt za pomoč Evropi po zaključku druge svetovne vojne, ki ga je podpisal takratni ameriški predsednik Harry Truman.

## Ameriška iniciativa
Program nosi ime po takratnem državnem sekretarju Georgeu Catlettu Marshallu, ki je leta 1947 ob priliki govora na Harvardski univerzi izjavil, da je Evropa nujno potrebna pomoči, ki jo lahko samo ZDA nudijo. Zamisel sta podprla tako ameriški Kongres kot Bela Hiša. Funkcionarja ministrstva za zunanje zadeve (Department of State) William L. Clayton in George F. Kennan sta glavna avtorja vsebine Marshallovega načrta. Osnovno besedilo je bilo pripravljeno že junija istega leta in je predvidevalo gmotno pomoč vsem evropskim državam vključno s Sovjetsko zvezo, razen Španije, ki se je bila izognila vojni. 
Dejansko ni bila predvidena "rekonstrukcija" hudo prizadete Evrope, temveč njena "modernizacija". Ameriško razumevanje evropskih problemov ni jemalo v poštev skrajne potrebe ljudstva po osnovnih dobrinah (stanovanjih, prehrani, energiji). Pomoč Evropi je bila mišljena kot dolgoročna investicija, predvsem ustvarjanje novih struktur in ponudba novih tehnologij, kar bi povzročilo razvoj trgovskih stikov in dolgotrajno ekonomsko in tehnološko odvisnost Evrope od ZDA. To je bilo jasno razvidno iz pogojev načrta, ki je med drugim predvideval, da morajo države sprejemnice pomoči dovoliti ameriški nadzor nad vso ekonomijo. Prav ta plat predloga, praktično kolonialistični razvoj gospodarstva Združenih držav, je prepričala oblasti in volivce, da so brez odlašanja sprejeli načrt in ga začeli takoj izvajati. Kljub nasprotovanju Roberta A. Tafta, je bil ERP ratificiran aprila 1948, z odobritvijo 12.400 milijonov dolarjev razhodka v štirih letih.

## Evropski odzivi
Evropske države si niso mogle dovoliti, da bi ne sprejele - čeprav zainteresirane - pomoči. Samo Sovjetska zveza ni mogla pristati na dogovor, ki je bil v pravem nasprotju z marksističnimi teorijami. Kakor so Američani sicer predvidevali, je torej Sovjetska zveza odstopila od projekta in potegnila za seboj vse države vzhodne Evrope, ki jih je politično obvladovala, vključno s Finsko.
Preostale države so se vključile v Marshallov načrt in se začele pogajati o razdelitvi in uporabi predvidene pomoči. Pri teh pogajanjih so se razjasnila tudi različna politična stališča. Tako je na primer Francija zagovarjala nujnost, da se Nemčiji dodeli čim manj in s tem prepreči njen ekonomski razvoj. Švedska je zahtevala garancije, da se trgovski stiki s Sovjetsko zvezo ne bi pretrgali. Združeno kraljestvo se je zavzemalo za visoko vojno odškodnino, čeprav ni bilo toliko poškodovano kot ostala Evropa. Na drugi strani so ZDA odkrito postavile zahtevo, da se evropske države zoperstavijo komunizmu in prekinejo vsak obstoječ dogovor s komunisti. Iz tega je razvidno, da je šlo - grobo povedano - za materialni odkup politične pripadnosti zahodne Evrope, ki je morala v stiski za preživetje obljubiti prilagoditev ameriški ideologiji.

## Posledice
Takojšnja posledica Marshallovega načrta in njegove izvedbe je bila razdelitev Evrope na dva bloka, kar je potem pogojevalo njeno politiko še desetletja. Ta razdelitev je imela nešteto nadaljnih posledic, ki so prizadele posebno kraje ob »železni zavesi«, kot so takrat imenovali razmejitveno črto med blokoma in ki je potekala tudi ob slovenskih krajih.
S tem se povezuje tudi kulturni razvoj držav zahodne Evrope, ki so se morale do nedavnega zadovoljiti z ameriškimi vzori in s posnemanjem ameriškega načina življenja.
Kar se tiče materialnih pridobitev tega programa, je treba priznati, da so si vse države koristnice opomogle z ameriškimi prispevki. Kljub napotkom za porabo sredstev predvsem v korist industrije, je bil velik delež pomoči namenjen osnovnim potrebam prebivalstva, predvsem gradnji stanovanjskih hiš in šol. Pritok denarja v tovarniške blagajne je takoj pospešil proizvodnjo in s tem izboljšal splošne gospodarske pogoje. Vendar pa nekateri viri trdijo, da je bil doprinos tujega kapitala nepotreben, ker bi si bila Evropa opomogla tudi samo z lastnimi močmi, čeprav počasneje. Po teh trditvah, naj bi hipotetična počasna obnova Evrope dovolila vzporedno sodelovanje z vzhodno Evropo in preprečitev razdora med blokoma.
V Združenih državah se je po izvedbi Marshallovega načrta industrijska proizvodnja podvojila, brezposelnost je padla od 10 na 2 milijona oseb in država je imela na zalogi 7 % svetovne razpoložljivosti zlata.
Zanimivo je, da so se glavni načrti Marshallovega programa v daljši dobi le delno uresničili. Akcija, ki se je skrivala za dobrodelnimi nameni, je namreč stremela v glavnem po dveh ciljih, in sicer po izolaciji komunizma in po onesposobljenju Nemčije. Danes ugotavljamo, da si je Nemčija opomogla tudi brez ameriške pomoči, medtem ko je komunistična ideologija zapadla propagandi in ne finančni stiski. Današnje stanje, ki se v prvem povojnem času seveda ni moglo predvideti, se je izoblikovalo kjub ameriškim posegom.